# La casa de los Martínez
La casa de los Martínez es una serie de televisión emitida por Televisión española en las sobremesas de los viernes entre el 6 de octubre de 1966 y 2 de octubre de 1970. 
Escrita, dirigida y realizada por Romano Villalba, con Miguel de la Hoz como ayudante de realización, la serie se grababa los jueves y se emitía los viernes en blanco y negro. Tenía un formato singular, pues mezclaba la ficción familiar costumbrista con el formato de programa de entrevistas y con una ruptura de la cuarta pared en la que, habitualmente, el personaje de Carmen, la madre, miraba a cámara y hacía una reflexión sobre lo que había pasado en el capítulo-programa .
La serie comenzó llamándose Nosotras y ellos con un formato de breve duración, pero luego cambió su nombre por el reconocible La casa de los Martínez y, debido a su éxito, amplió su duración. 
Según las memorias de Julia Martínez, hubo, al menos, 40 emisiones como Nosotras y ellos y 260 emisiones como La casa de los Martínez. En total duró cuatro temporadas ininterrumpidas, sin pausa en las emisiones, pues al llegar el verano la familia se trasladaba de vacaciones al pueblo de Pedro Bernardo (y alguna vez a alguno de Galicia) desde donde seguían con su cita semanal hogareña.
El final abrupto de la serie parece que se debió a desavenencias entre Televisión Española y su creador, director y guionista, Romano Villalba, pues recibió presiones para que los guiones pasaran a ser escritos por el dramaturgo Alfonso Paso, algo a lo que Romano Villalba se opuso, lo que derivó en el fin de las emisiones. Seguramente este final dio lugar a la idea de expandir las aventuras de los Martínez a una película.   

## Argumento
La serie narraba las peripecias domésticas de la que pretendía ser una típica familia española integrada por Enrique Martínez, el padre (Carlos Muñoz), Carmen, la madre (Julia Martínez), los hijos Quique (Eduardo Coutelenq) y Carmencita (Isabel María Pérez) y la prima Pilar  Mari Carmen Yepes, más una cocinera (Rafaela Aparicio) y una criada (Florinda Chico). Estas dos últimas a partir de la tercera temporada cedieron el testigo de asistentas de hogar a las gemelas Fernanda y Teresa Hurtado.
También fueron habituales en la serie los personajes interpretados por Mari Carmen Prendes, interpretando a Olga Pompeyo, José Rubio como Pepe, el cuñado, Laly Soldevila, Luis Barbero y Luis Sánchez Polack.
El hogar de los Martínez recibía semanalmente a un personaje relevante del momento (médicos, escritores, ciudadanos anónimos que habían destacado por algo, cantantes y otros artistas famosos, etc) a quien entrevistaban los miembros de la familia y, al finalizar, simbólicamente, se le entregaba la llave de la casa. Por ejemplo, por la casa pasaron, como si se tratara de una visita de amigos, entre otros artistas: Julio Iglesias, Lola Flores, Raphael, Karina, José Legrá, Carmen Sevilla, Augusto Algueró, Sara Montiel, Los Panchos. o incluso personajes internacionales como Vincent Price.

## Repercusiones
- Fue tal el éxito de la serie que en 1971 se rodó una película homónima en color y con los mismos protagonistas dirigida por Agustín Navarro. 
- La serie fue considerada por el Grupo Joly como uno de los cien mejores programas de la historia de la televisión en España.
- Durante el auge de la serie aumentaron los bares o tiendas con nombres como Los Martínez o La casa de los Martínez.
- Una canción del dúo musical Los 2 españoles se llama igual que la serie.
- En el pueblo abulense de Pedro Bernardo, donde se trasladaba habitualmente la familia en verano, se nombró una plaza con el nombre de su creador (Plaza Romano Villalba) y una calle como Calle de La casa de los Martínez.
- En cierto modo, en su parte de ficción familiar, la serie fue un precedente de posteriores series de televisión españolas como Cuéntame, Médico de familia o Los Serrano. En la parte de entrevistas, también fue precedente de programas que tenían la misma fórmula de entrevistas a invitados en casa (en decorado o real), como El anfitrion con Boris Izaguirre o En la tuya o en la mía con Bertín Osborne.